# Trine Dyrholm
Trine Dyrholm (Odense, 15 de abril de 1972) é uma atriz, cantora e compositora dinamarquesa. Ela ganhou o Urso de Prata no Festival de Cinema de Berlim por seu papel em Kollektivet de Thomas Vinterberg.

## Biografia
Trine Dyrholm nasceu em Odense na ilha de Fiónia na Dinamarca. Em 1987, aos 14 anos, participou do festival de música Dansk Melodi Grand Prix. Em 2003, foi indicada ao Robert prisen de melhor atriz pelo filme P.O.V. - Point of View, lançado originalmente em 2001, do diretor Tómas Gislason. Foi novamente indicada em 2006 por Flies on the Wall (2005), em 2007 com Offscreen (2006) e em 2008 com Daisy Diamond de Simon Staho. Ela ganhou o prêmio de melhor atriz coadjuvante em 2005 por Em Suas Mãos e voltou a vencê-lo em 2007 com Além do Desejo.
Em 2009, ganhou o prêmio de melhor atriz na Semana Internacional de Cine de Valladolid por seu papel em Pequeno soldado de Annette K. Olesen e pelo qual foi novamente indicada ao Robert prisen.
Em 2010, protagonizou ao lado de Mikael Persbrandt, o filme Em um Mundo Melhor de Susanne Bier.
Em 2016, ela ganhou o Urso de Prata de melhor atriz no Festival Internacional de Cinema de Berlim por sua atuação em The Commune, de Thomas Vinterberg.

## Discografia
- 1987: Danse i Måneskin, Eldorado Records
- 1988: Blå & Hvide Striber, (com Rock-Nalle), Banzai Records
- 1988: Et Frossent Ojeblik, It's Magic
- 2004: Mr. Nice Guy
- 2005: Den Store Day